# 241418 Darmstadt
241418 Darmstadt este un asteroid din centura principală de asteroizi.

## Descriere
241418 Darmstadt este un asteroid din centura principală de asteroizi. A fost descoperit pe 31 octombrie 2008 la Tzec Maun de Erwin Schwab. Asteroidul prezintă o orbită caracterizată de o semiaxă mare de 3,08 ua, o excentricitate de 0,17 și o înclinație de 12,8° în raport cu ecliptica.